# 橋本統陽
橋本 統陽（はしもと とうよう、1885年〈明治18年〉 - 1948年〈昭和23年〉）は、日本の武道家（剣道、居合術、杖術）。

## 経歴
茨城県に生まれ、水戸東武館で剣道を学ぶ。その後上京し、東京美術学校（彫刻）を卒業。帝展にも何度か入選し、美術家としての将来を嘱望されたが、剣道家を志して有信館（中山博道）の門を叩いた。中山は美術の道に生きるよう勧めたが、橋本はどうしても剣道家になりたいといって譲らなかった。
入門を許され腕を上げた橋本は、宮内省皇宮警察、東京美術学校、成蹊高等学校、三菱等の剣道教師を務め、昭和天覧試合にも出場した。居合は中山に代わって指導するほどの腕前であった。有信館の幹事長を任され、死去するまで務めた。
甥の橋本正武は統陽を頼って上京し、有信館に住みながら東京帝国大学を卒業し林野技術官僚となった。正武も居合の名人として知られた。
中山は橋本の没後、「余技にはじめた剣道で意志を貫徹した橋本の努力を褒めてやりたい」と語った。

## 戦績
- 1929年（昭和4年）、御大礼記念天覧武道大会指定選士の部に出場。堀田徳次郎を破ったが中野宗助、植田平太郎に敗れリーグ戦敗退した。

- 1934年（昭和9年）、皇太子殿下御誕生奉祝天覧武道大会指定選士の部に出場。伊藤精司、鶴田三雄を破ったが江口卯吉に敗れリーグ戦敗退した。

## 称号
- 1915年（大正4年）、剣道精錬証
- 1919年（大正8年）、居合術教士
- 1923年（大正12年）、剣道教士
- 1927年（昭和2年）、杖術教士